# Val-de-Grâce
O Val-de-Grâce (fr; Hôpital d'instruction des armées du Val-de-Grâce ou HIA Val-de-Grâce) foi um hospital militar localizado no 74 boulevard de Port-Royal no 5º arrondissement de Paris, França. O hospital foi encerrado em 2016.

## História
A igreja de Val-de-Grâce foi construída por ordem da rainha Ana de Áustria, esposa de Luís XIII. Após o nascimento do seu filho Luís XIV após 23 anos de casamento sem filhos, Ana demonstrou a sua gratidão à Virgem Maria construindo uma igreja no terreno de um convento da Beneditino. Diz-se que Luís XIV lançou a pedra fundamental do Val-de-Grâce numa cerimónia realizada a 1 de abril de 1645, quando tinha sete anos de idade.
A igreja de Val-de-Grâce, projetada por François Mansart e Jacques Lemercier, é considerada por alguns como o melhor exemplo de arquitetura barroca de Paris (linhas curvas, ornamentação elaborada e harmonia de diferentes elementos). A construção começou em 1645 e foi concluída em 1667.